# Hårgelé

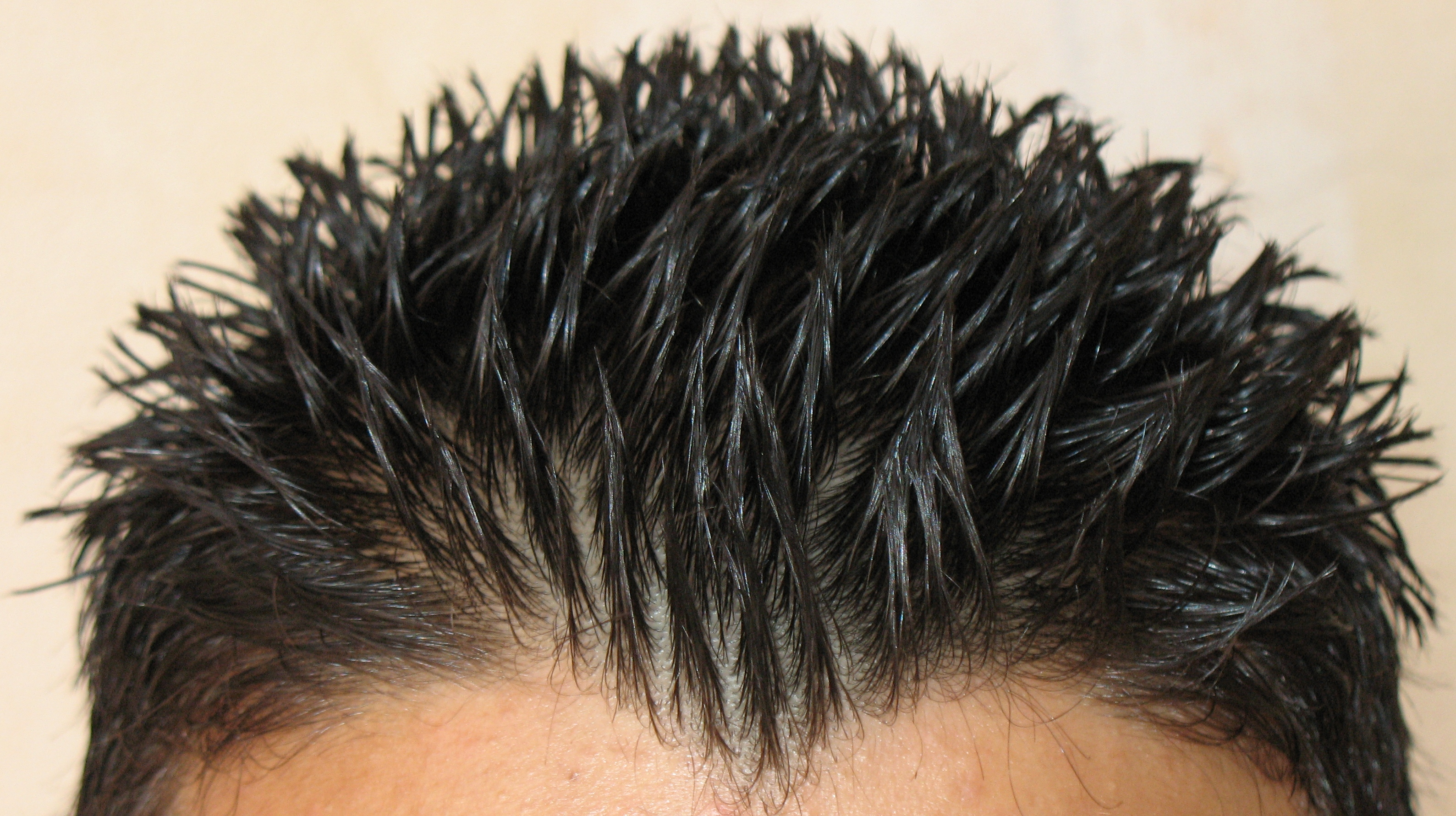
Hår stylat med hårgelé.

Hårgelé är en gelémassa som används i håret för att styla frisyrer. Hårgelé styvnar håret mer än hårsprej vilket underlättar formning av håret.
Omkring år 200 år före Kristus använde rika män en hårgelé som bestod av växtolja och tallkåda.